# Estación costera

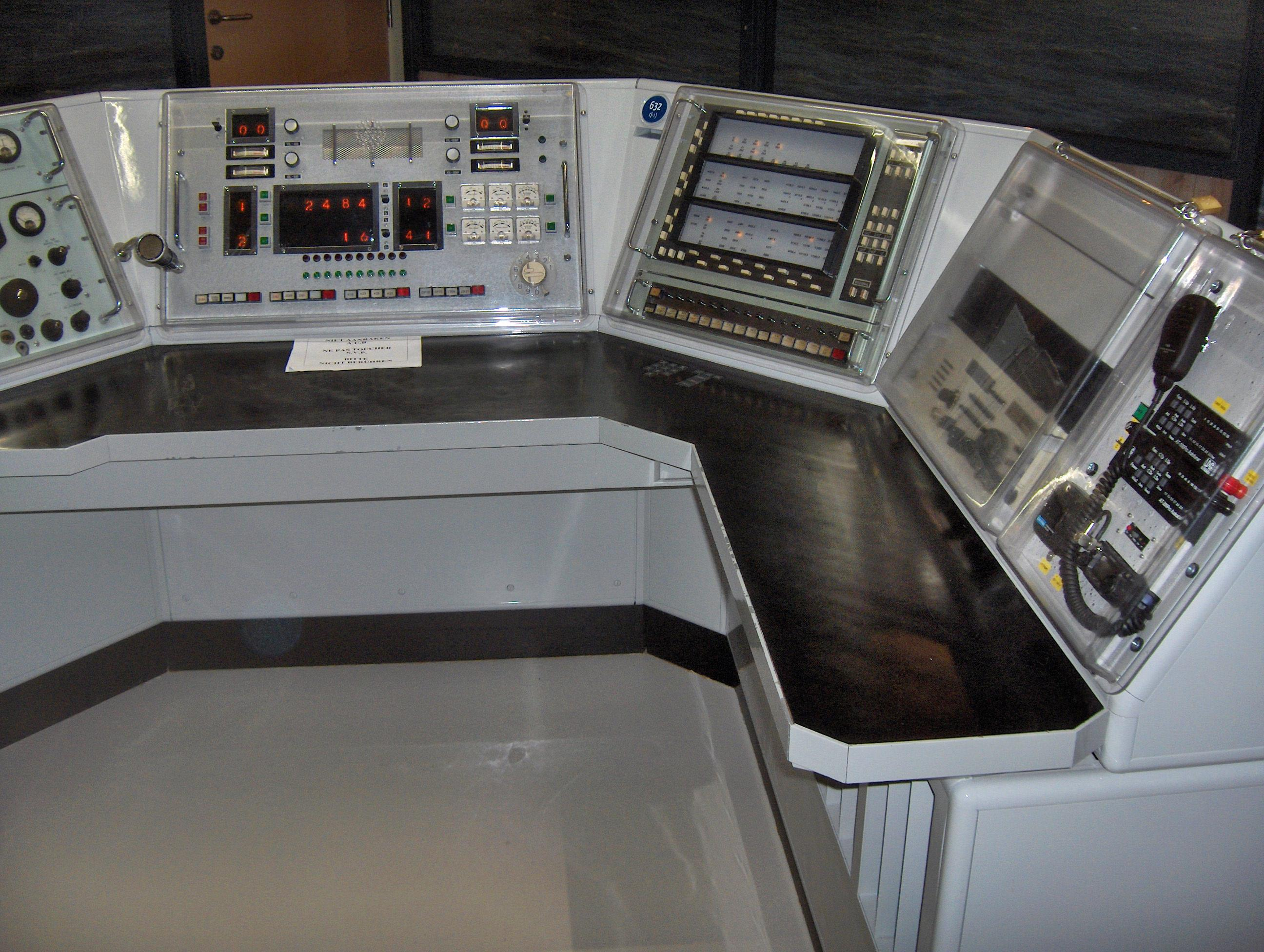
Estación costera de Bélgica, expuesto en el museo de Koksijde

Una Estación costera (o Estación de radio costera), es una estación de radio marítima (normalmente situada en la costa) capaz de dar servicio a las frecuencias de socorro y a las comunicaciones radiofónicas o telegráficas barco-barco y barco-tierra.
Una estación costera (también:  estación de radio costera ) según el artículo 1.75 de la Unión Internacional de Telecomunicaciones (ITU) Reglamento de Radiocomunicaciones de la UIT (RR) está definida como «Una estación terrestre en el servicio móvil marítimo».